# カロッツェリア・トゥーリング
カロッツェリア・トゥーリング（Carrozzeria Touring、1926年3月25日にミラノで設立）は、そのデザインとスーペルレッジェーラ（superleggera）構造で有名なイタリアのコーチビルダーである。トゥーリング社は1966年12月31日に活動を停止した。

## 概要

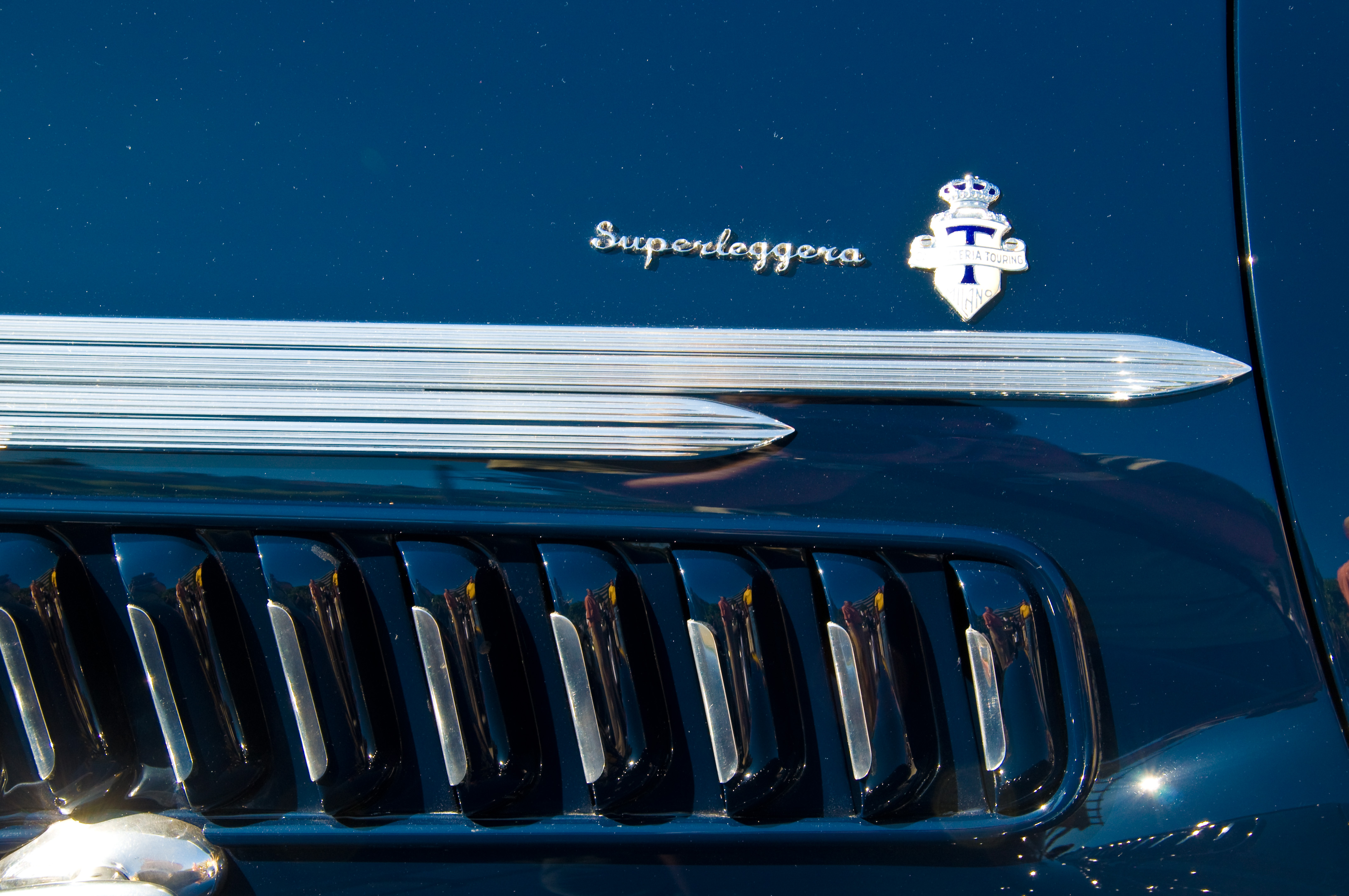
カロッツェリア・トゥーリング「スーペルレッジェーラ」エンブレム、1938年製アルファロメオ・8Cのもの

カロッツェリア・トゥーリングは、イソッタ＝フラスキーニ社（Isotta-Fraschini）の元テストドライバーでプジョーのイタリアでの代理店を運営していたフェリーチェ・ビアンキ・アンデルローニ（Felice Bianchi Anderloni、1882年 - 1948年）により設立された。アンデルローニは友人のガエターノ・ポンゾーニ（Gaetano Ponzoni）と共にカロッツェリア・ファルコ（Carrozzeria Falco）（1925年）の株式の過半数を購入し、トゥーリングと改名してポンゾーニがその経営者となった。ファルコ社はアルファロメオのチャンピオンドライバーのアントニオ・アスカリ（Antonio Ascari、アルベルト・アスカリの父）の兄弟ヴィットリオ・アスカリ（Vittorio Ascari）の所有でアルファロメオ、シトロエンのイタリア工場、以前のイソッタ＝フラスキーニの工場から僅かの距離の北ミラノのすぐ郊外（ルドヴィコ・デ・ブレーメ通り：via Ludovico de Breme  65番地）に所在していた。当然、トゥーリング社の最初のボディ製造の契約はこれらの企業との間のものであった。
アンデルローニはトゥーリング社を単なるデザイン会社としてではなく自動車製造業者にすることを考え、会社の発展のために同業者の技術を取り入れた。トゥーリング社は、自身のスーペルレッジェーラ方式の前身となる羽布張り軽量フレームのチャールズ・ウェイマン（Charles Weymann）方式のライセンスを導入した。トゥーリング社は、以前に1927年のイソッタ＝フラスキーニ・'フライングスター（Flying Star）'でアンデルローニと共に仕事をしたジュゼッペ・セレニ（Giuseppe Seregni）をトゥーリング社として初めての専門技術者として雇い入れた。
トゥーリング社の軽金属と羽布張り鋼管フレーム構造の技術は1930年代の航空機製造の分野で商業的成功を収め、アンデルローニは特許技術のスーペルレッジェーラ方式を開発した。この"超軽量"方式は細い鋼管で胴体の形状を形作り、それを薄い軽金属板で覆い骨組みの強度を補強する構造であった。軽量であることはもちろん、スーペルレッジェーラ方式には非常な多様性があり、これによりトゥーリング社は迅速に革新的な胴体形状を造ることができた。
第二次世界大戦に先立ちトゥーリング社はスーペルレッジェーラ方式のアルファ・ロメオのデザイン、特に8C 2900で名声を得た。もう1台の有名なトゥーリング社製ボディは空力的なBMW・328であった。アンデルローニは1948年に死去する前、戦後直ぐに会社を再建し、フェデリコ・フォルメンティ（Federico Formenti）と共に戦後の傑作の幾つか、フェラーリ・166（Ferrari 166）クーペやスパイダーの開発に関わった。
戦後、トゥーリング社はスーペルレッジェーラ方式を広くライセンス提供することで急速に活力を取り戻した。
アンデルローニの息子カルロ・フェリーチェ・ビアンキ・アンデルローニ（Carlo Felice Bianchi Anderloni、1916年 - 2003年）- 一般的にはチッチ（Cici）と呼ばれた - は、ポンゾーニの指導を受けながら会社の経営を引き継いだ。2人は会社が営業を止めるまで（1966年）経営権を掌握していた。トゥーリング社は1950年代遅くにはペガソ Z-102、アルファロメオ・1900 スーパースプリントと2600、アストンマーティン・DB4、ランチア・フラミニア GT、ランボルギーニ・350GTと400GT、マセラティ・3500GTのシリーズ生産で活況を呈した。トゥーリング社はハドソン社のチーフスタイリストのフランク・スプリング（Frank Spring）と協力して1954年のハドソン・イタリアを開発した。
しかし、この活況も多くの自動車メーカーが車体製造作業を自社内で行うようになり長続きはしなかった。トゥーリングはピニンファリーナ（フェラーリ発注の仕事で）やイタルデザインの様な大手の競合他社にも太刀打ちできなかった。伝統的な手法と高い水準に執着したことが最終的に没落に繋がった。
トゥーリング社の従業員の多くはカロッツェリア・マラッツィ（Carrozzeria Marazzi）へ移りランボルギーニのボディ製造を続けた。チッチ自身はアルファ・ロメオのデザイン部門のアドバイザーとなり、最終的にはデザイン部門全体を統括するようになった。2003年以来、ヴィラデステ・コンクール（Villa d'Este Concours）ではトゥーリング製のボディを纏った最もエレガントな車にカルロ・フェリーチェ・ビアンキ・アンデルローニ記念トロフィーを授与している。
カロッツェリア・トゥーリングのスーペルレッジェーラは、2006年にマラッツィが国際的な自動車関連企業のゼータ・ヨーロッパ・グループ（Zeta Europe BV group）との協業に合意しゼータ・ヨーロッパ社にトゥーリング・スーペルレッジェーラのブランド使用権を譲り渡したときから新しい展開が始まった。カロッツェリア・トゥーリング・スーペルレッジェーラ（Carrozzeria Touring Superleggera srl.）はミラノを拠点とし、広範囲にわたる自動車デザインと試作車の開発を担うことになる。
格式ある2008年度のヴィラデステ・コンクールでトゥーリング・スーペルレッジェーラは2つの新しいプロジェクトを披露した：ベラッジオ・ファストバック・トゥーリング（Bellagio Fastback Touring）は量産車マセラティ・クアトロポルテをダイナミックな5ドアに'綿密に（elaborazione）'改装したモデルで、A8GCS ベルリネッタ・トゥーリング（Berlinetta Touring）はマセラティの機械部品と新しい軽量シャーシを基本とした全く新しい設計の小型軽量のスポーツカーである。

## トゥーリングの車
| 車名                                         | 年度         | デザイナー | 備考                                   |
| -------------------------------------------- | ------------ | ---------- | -------------------------------------- |
| アルファ・ロメオ 8C 2300                     | 1930年代     |            |                                        |
| BMW 328                                      | 1940年代     |            |                                        |
| アルファ・ロメオ 2500                        | 1939年       |            |                                        |
| Auto Avio Costruzioni 815                    | 1940年       |            |                                        |
| フェラーリ・166 インテル クーペ              | 1948年       |            |                                        |
| フェラーリ・195 インテル クーペ              | 1951年       |            |                                        |
| フェラーリ・212 インテル クーペ              | 1951年       |            |                                        |
| フェラーリ・340 MM スパイダー                | 1952年       |            |                                        |
| ハドソン・イタリア                           | 1953年       |            |                                        |
| アルファロメオ・1900C スーパースプリント     | 1951年       |            |                                        |
| ペガソ Z-102                                 | 1951年       |            |                                        |
| ブリストル 401                               | 1950年代     |            |                                        |
| アストンマーティン・DB2/4 Mark II スパイダー | 1956年       |            | 3台製造                                |
| マセラティ・3500GT                           | 1959年       |            |                                        |
| マセラティ・5000GT Scià di Persia            | 1959年       |            |                                        |
| ランチア・フラミニア GT、GTLとGTC            | 1959年       |            |                                        |
| アストンマーティン・DB4                      | 1959年       |            | アストンマーティンのライセンスを受けて |
| アルファロメオ・2000 スパイダー              | 1958年       |            |                                        |
| フィアット スパイダー                        | 1960年代     |            |                                        |
| ランボルギーニ・350GT/GTV、400GT             | 1963年       |            |                                        |
| サンビーム・ヴェネツィア                     | 1963、1964年 |            |                                        |
| ジェンセン・インターセプター                 | 1966年       |            | 製造はヴィニャーレ                     |

## ギャラリー

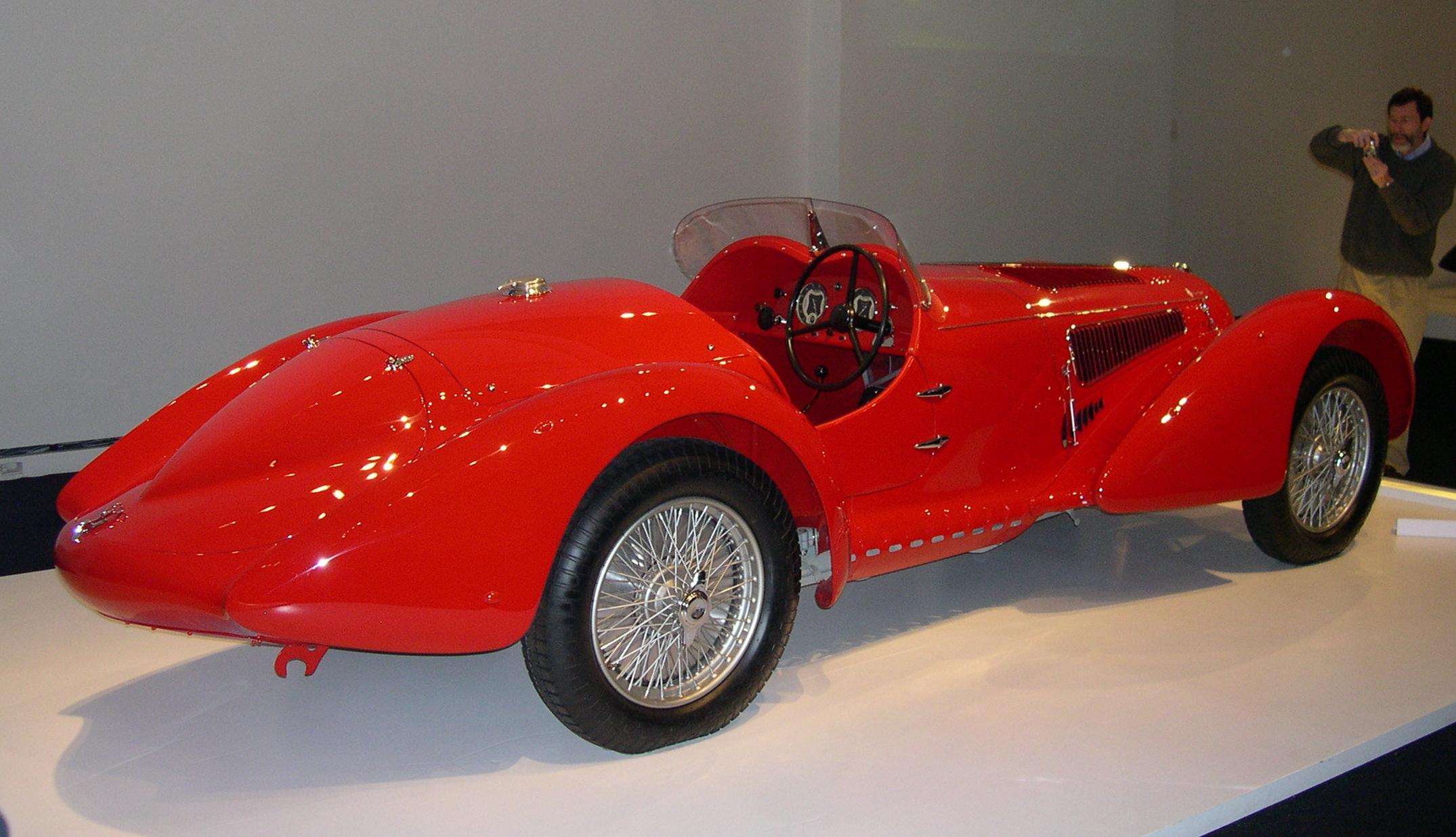
アルファ・ロメオ・8C 2900（1938年）
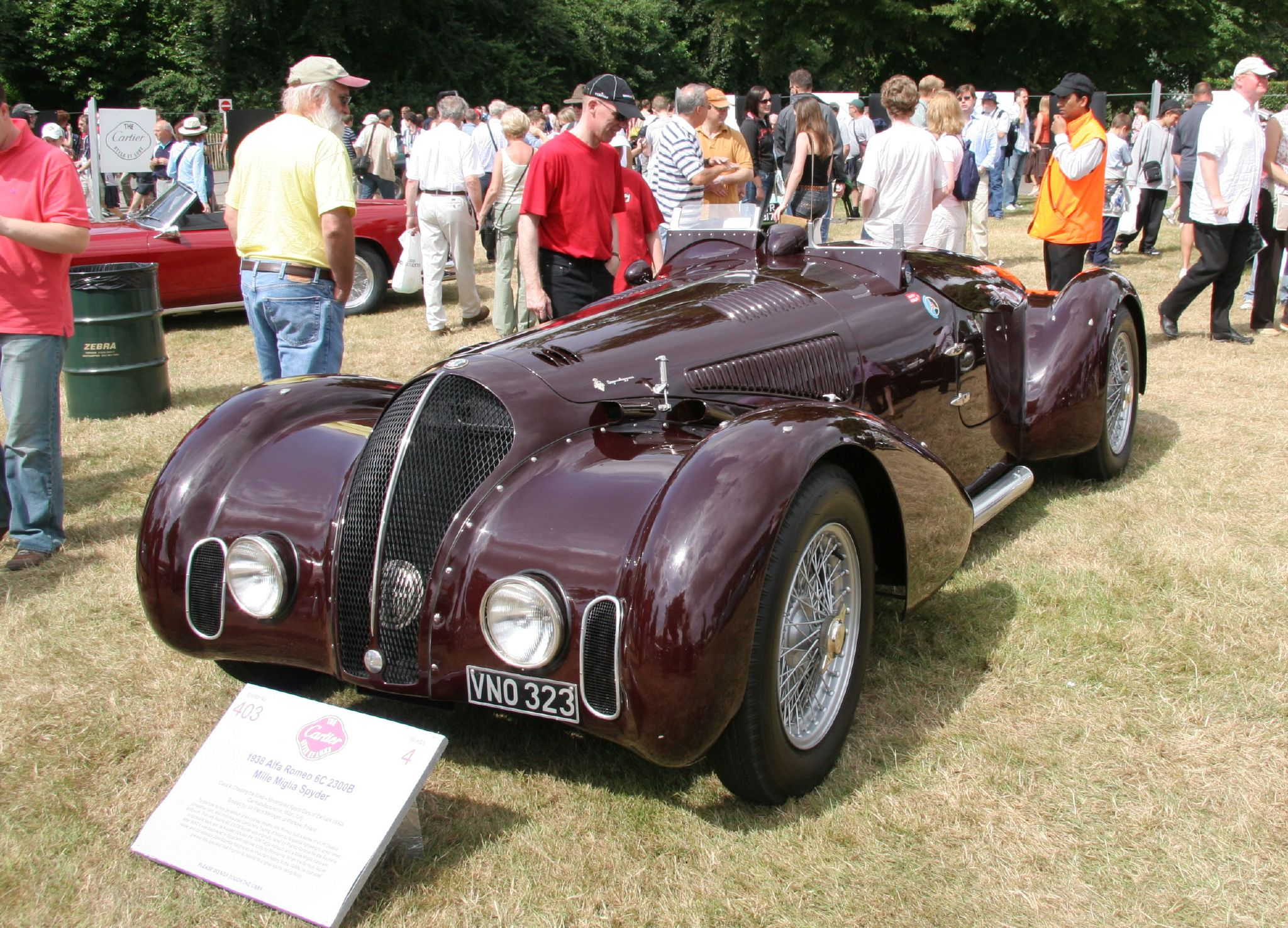
アルファ・ロメオ・6C 2300（1938年）
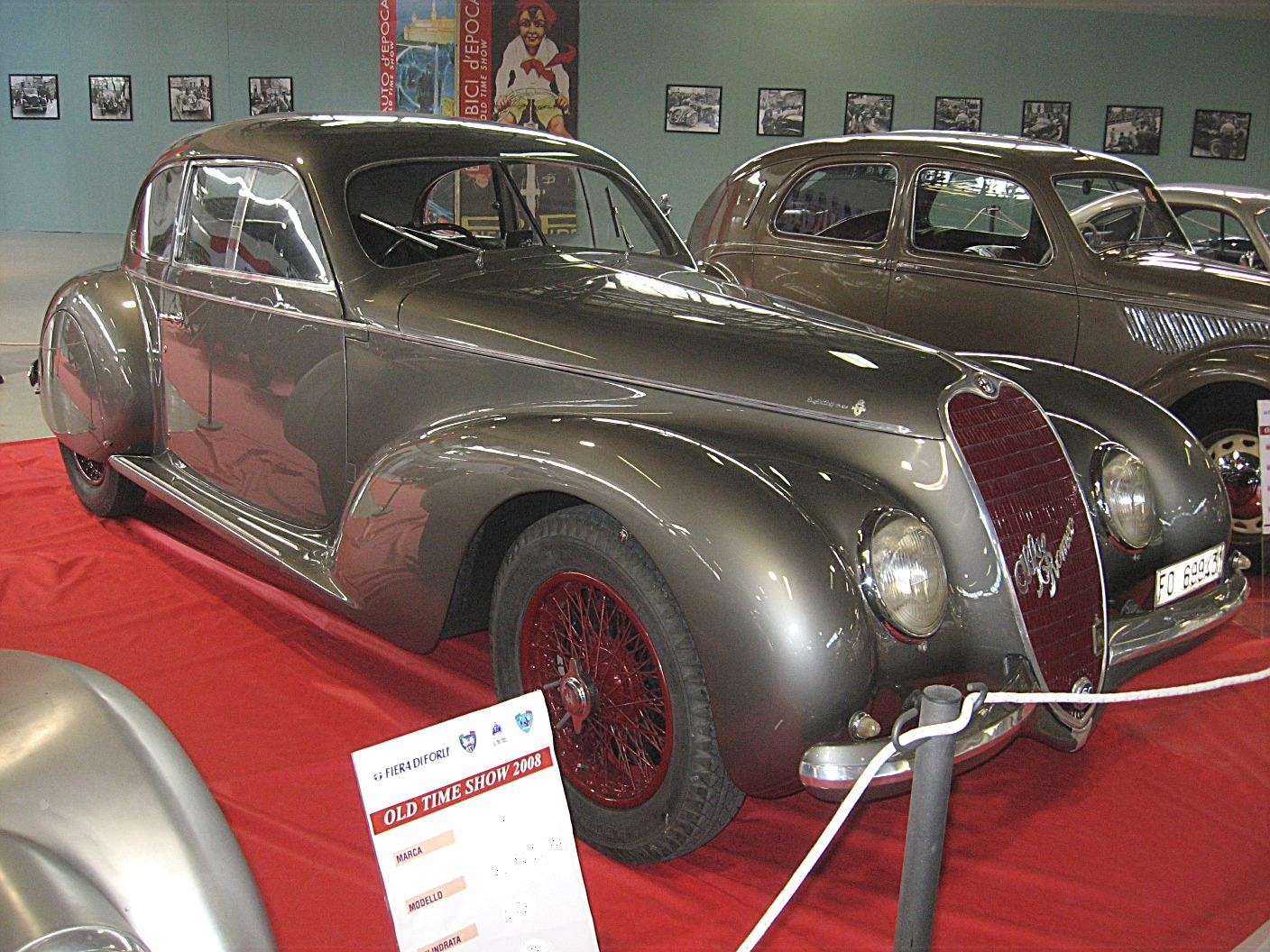
アルファ・ロメオ・6C 2500SS（1939年）
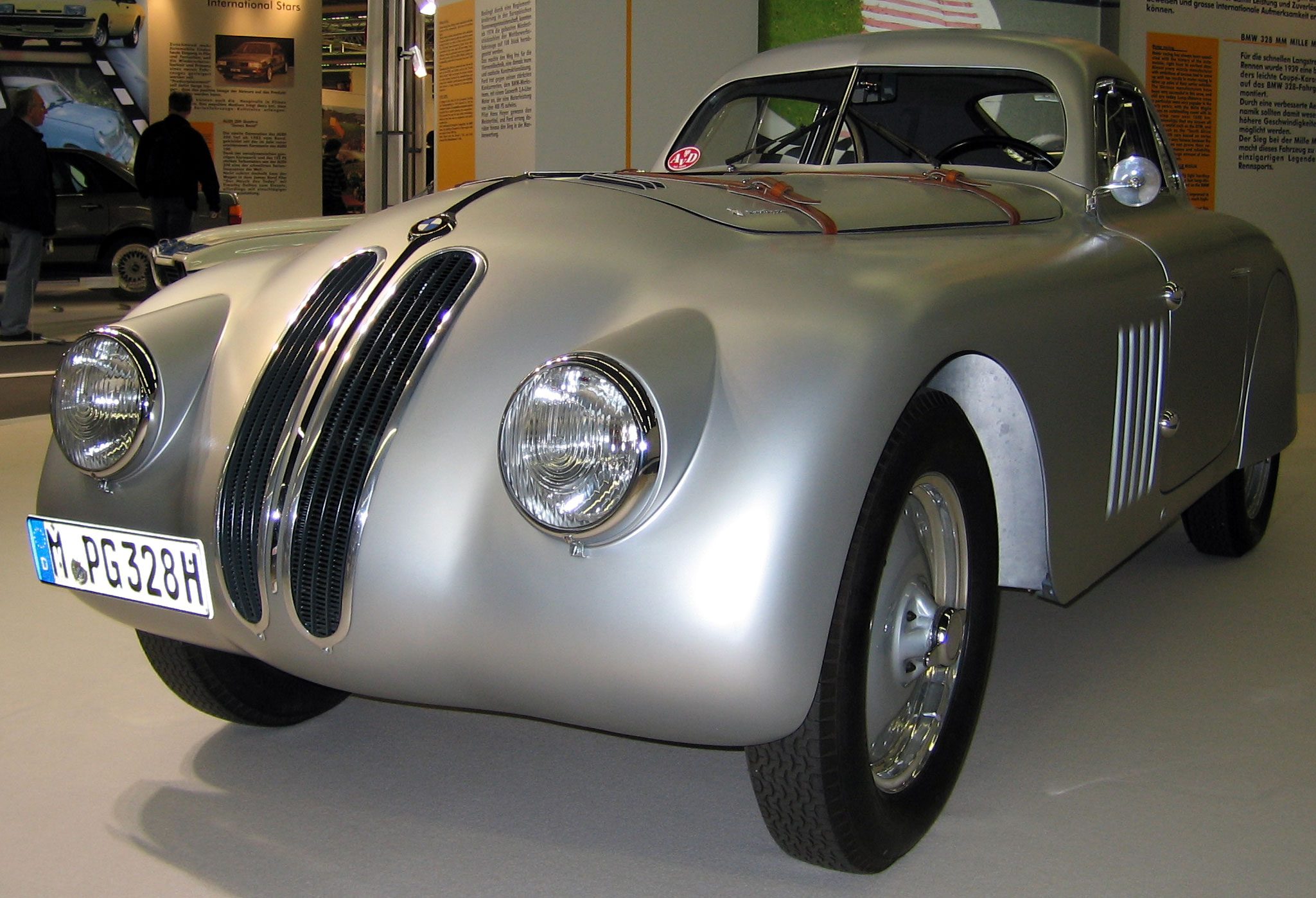
BMW・328（19年）
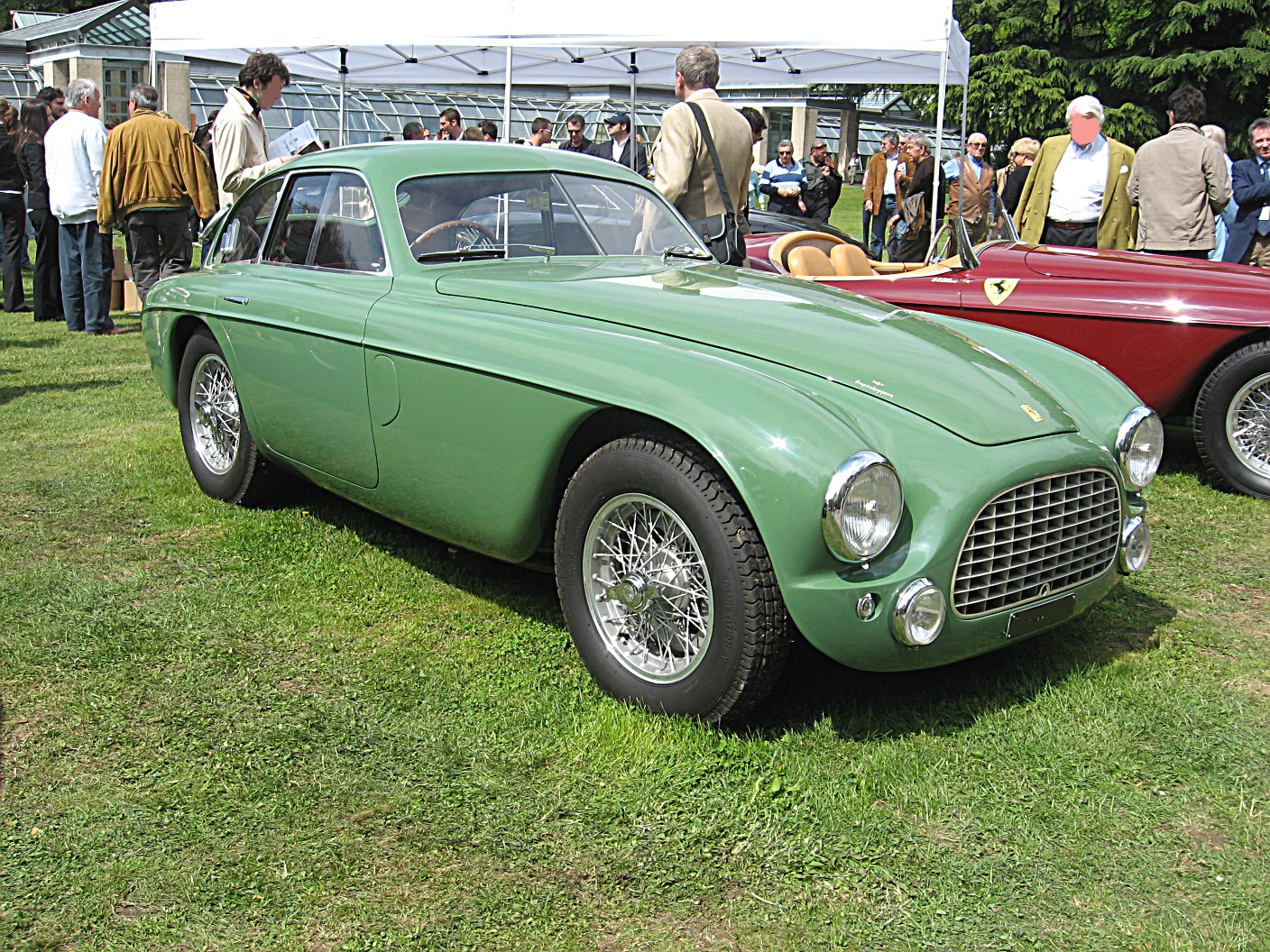
フェラーリ・166 インテル（1948年）
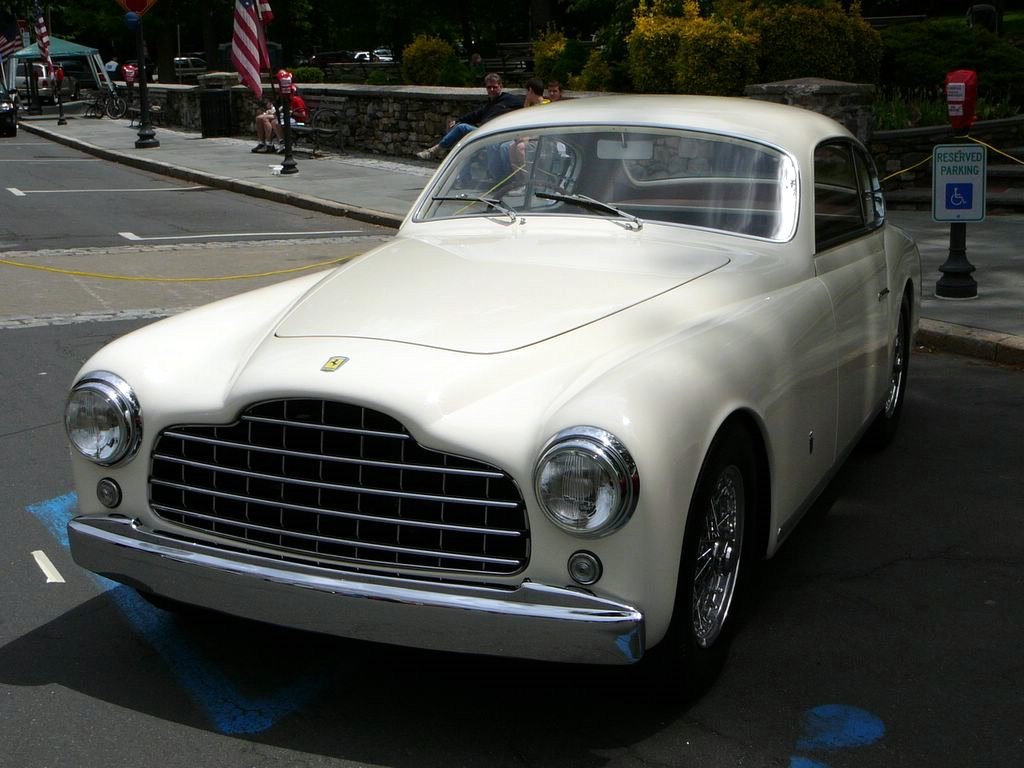
フェラーリ・195 インテル（1951年）
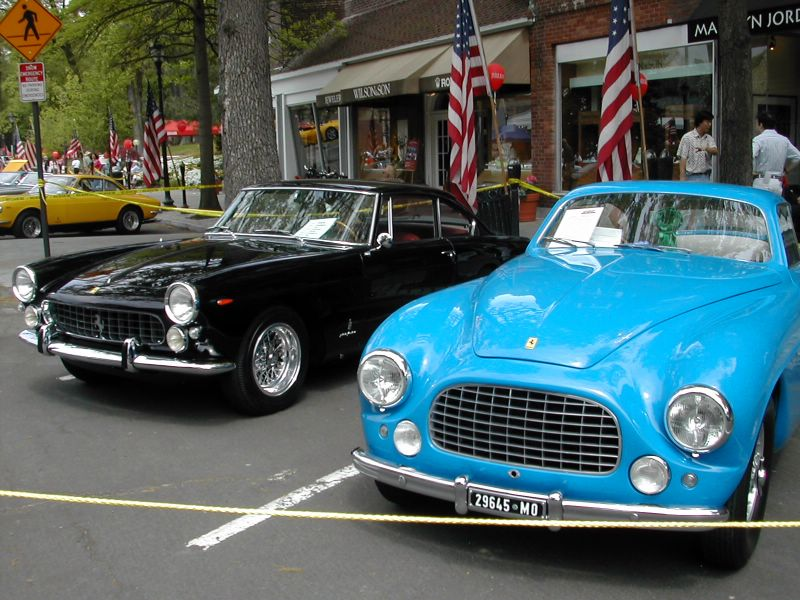
フェラーリ・212 インテル（1951年）
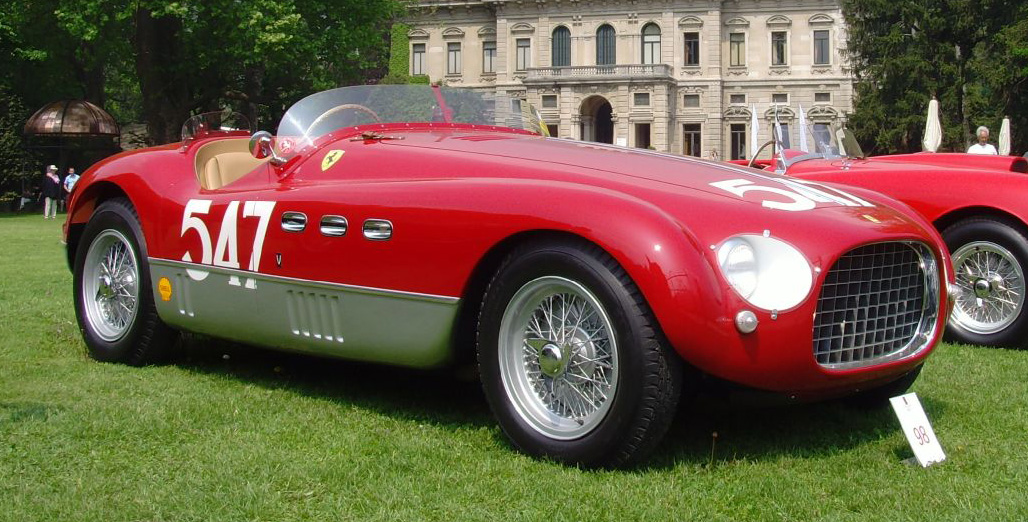
フェラーリ・340MM（1953年）
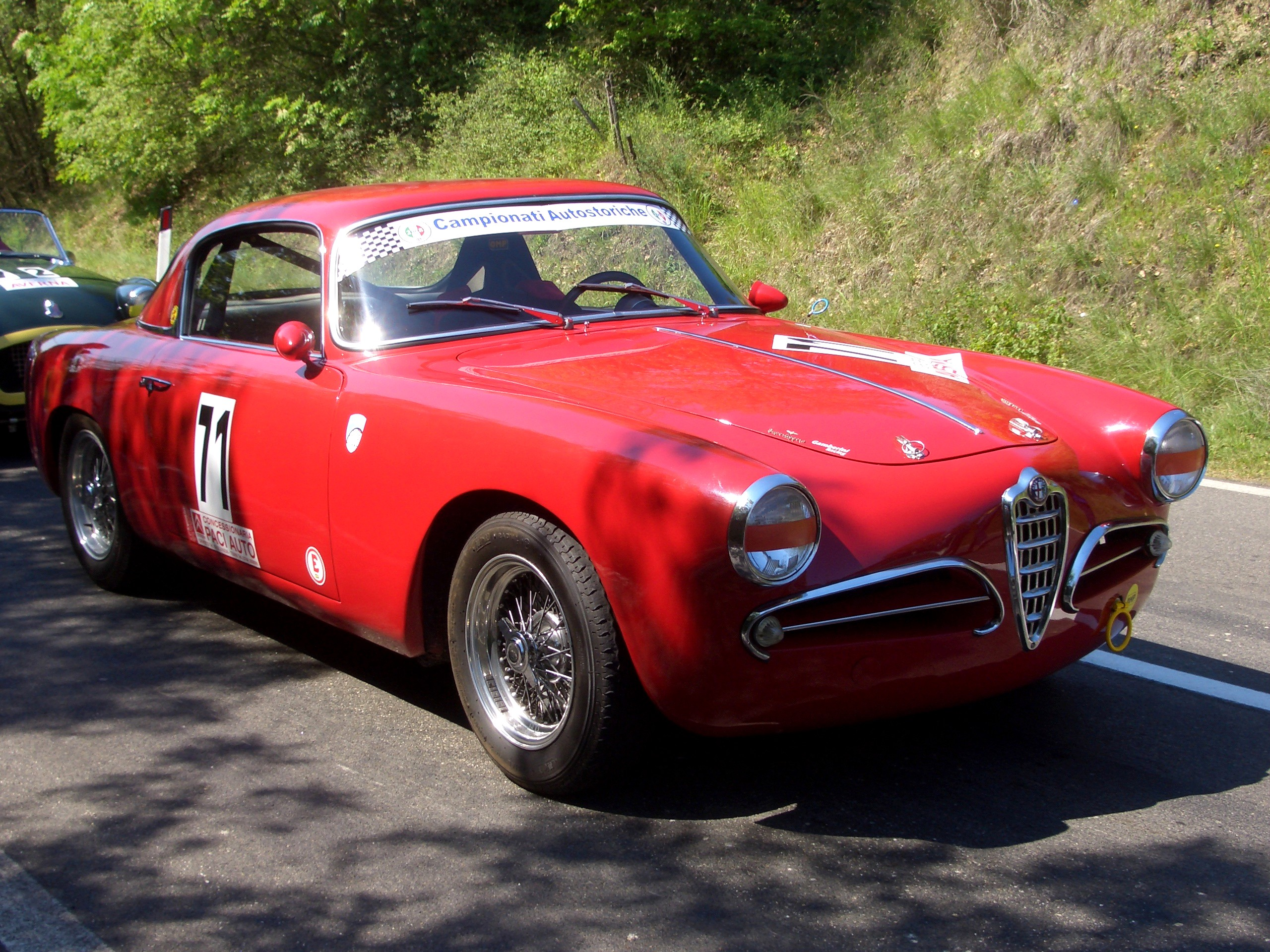
アルファ・ロメオ1900SS（1951年）
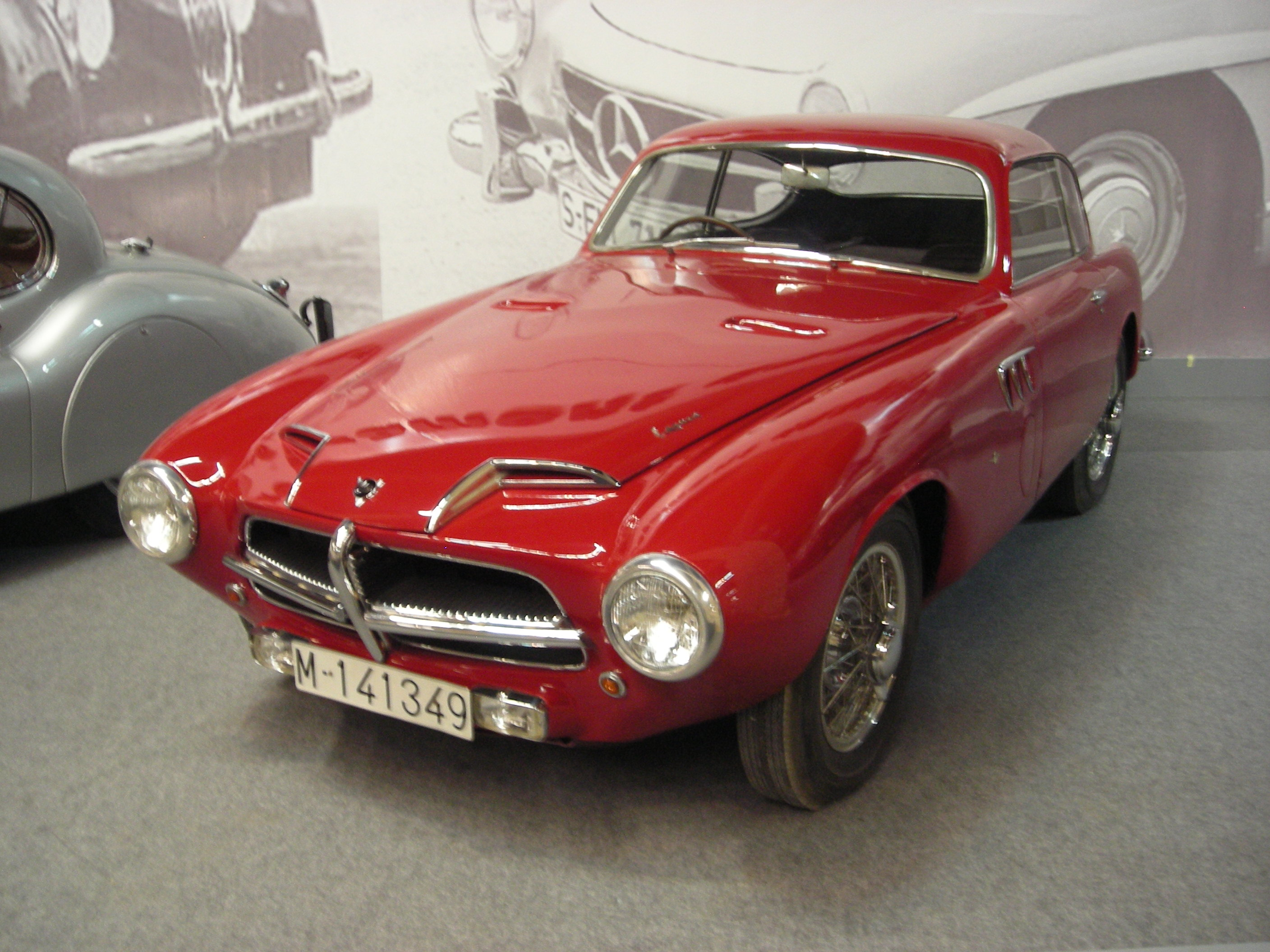
ペガソ・Z102（1951年）
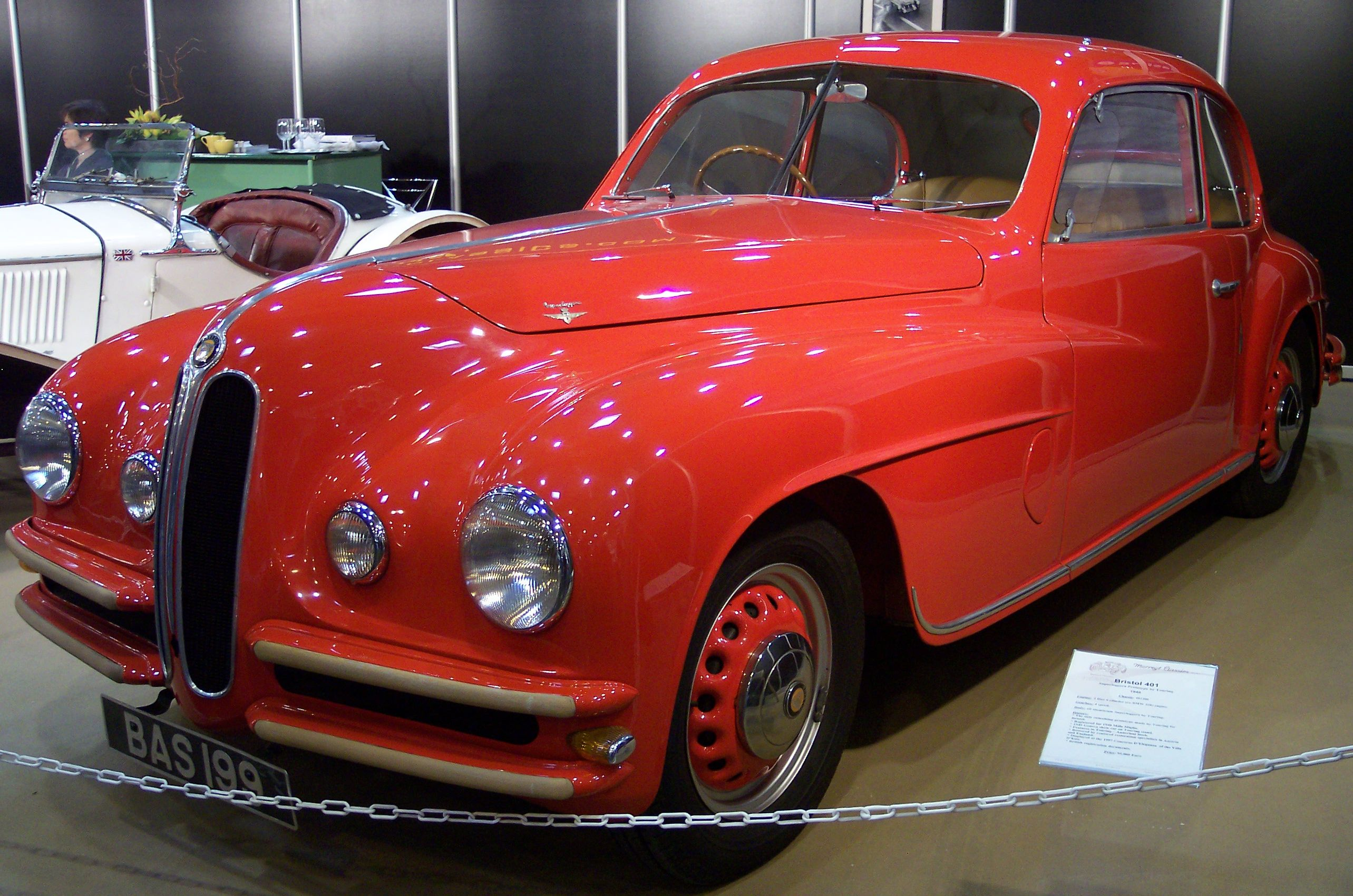
ブリストル・401（19年）
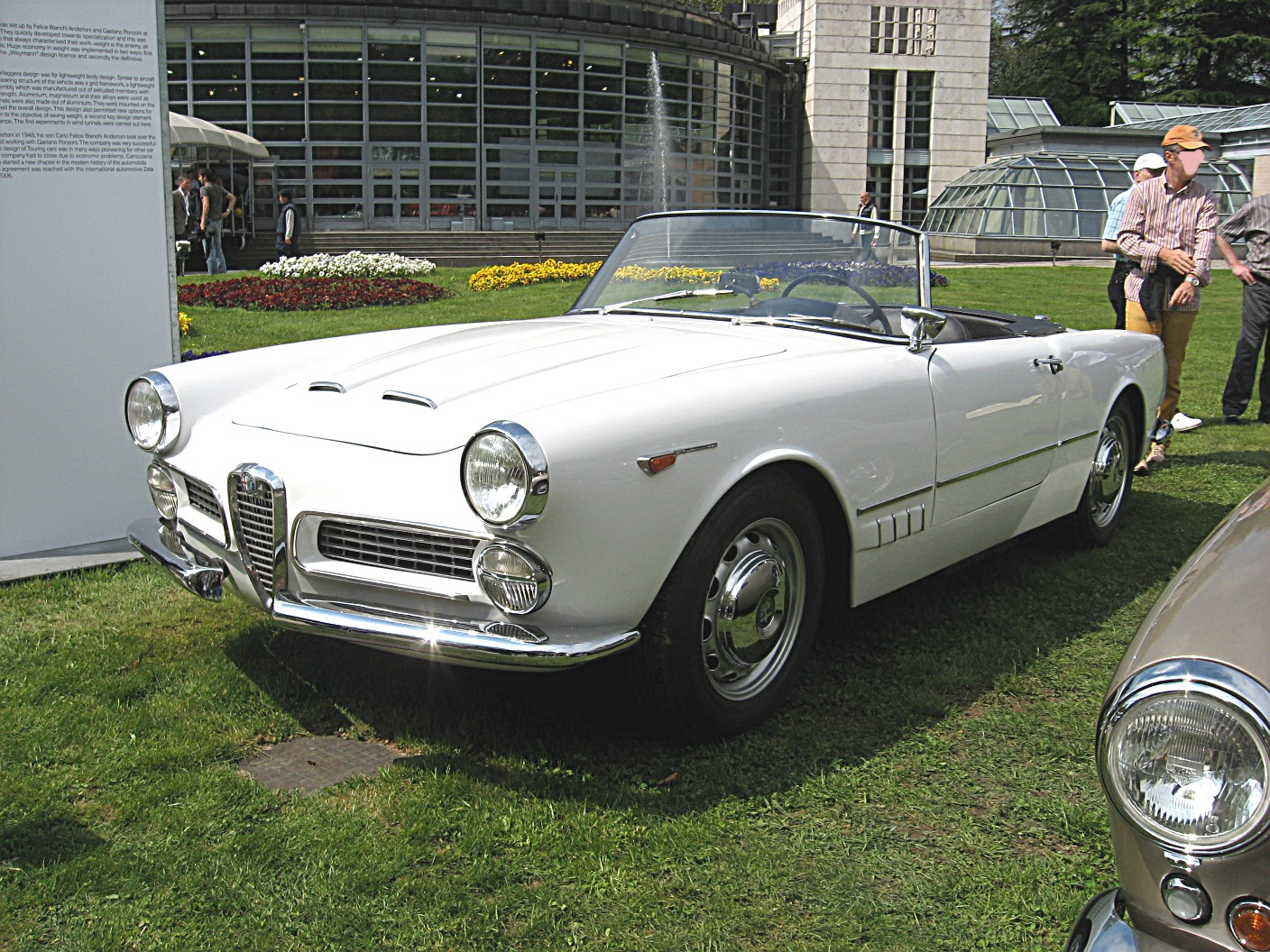
アルファ・ロメオ・2000 スパイダー（1958年）
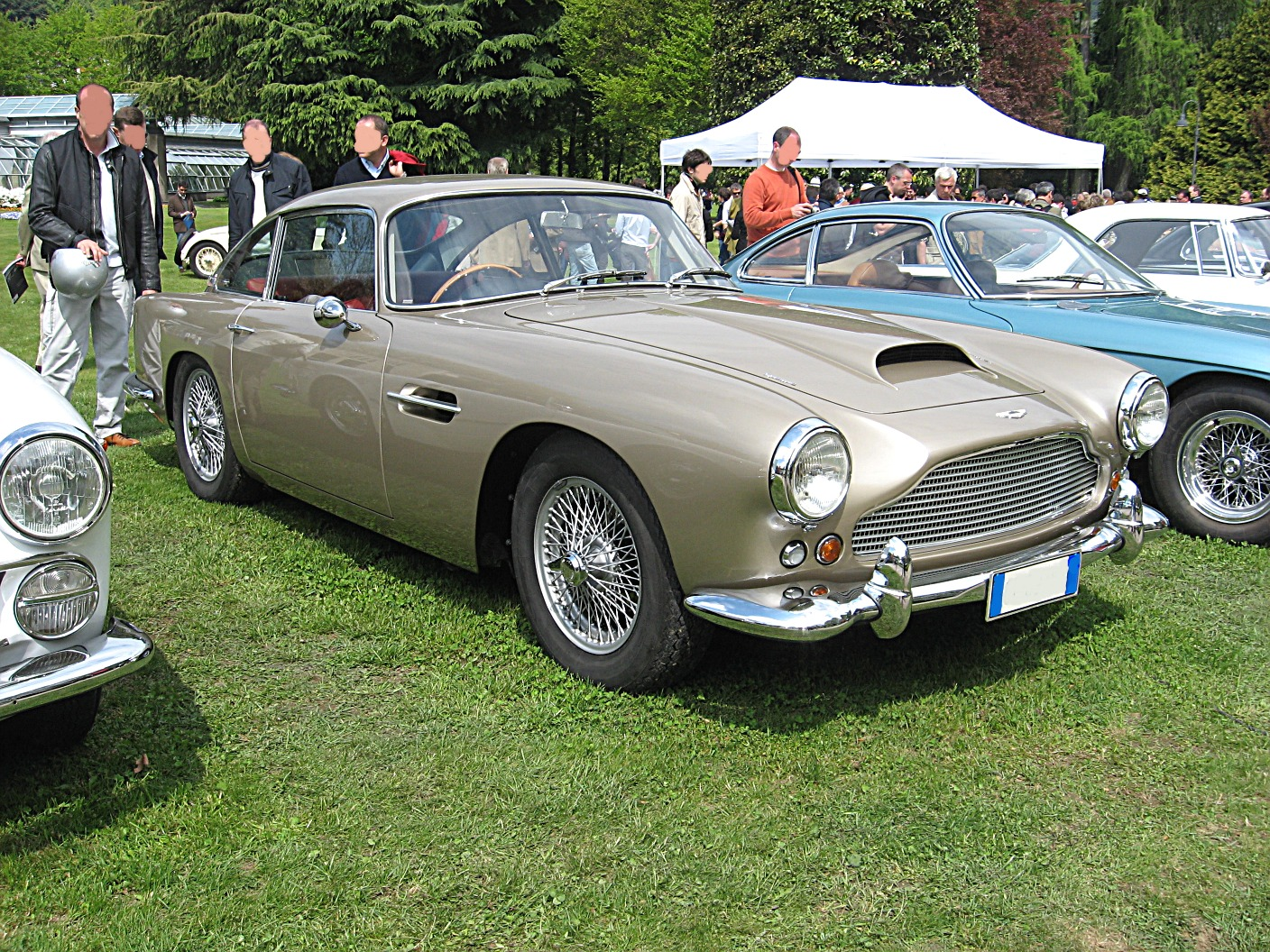
アストンマーティン・DB4（1959年）
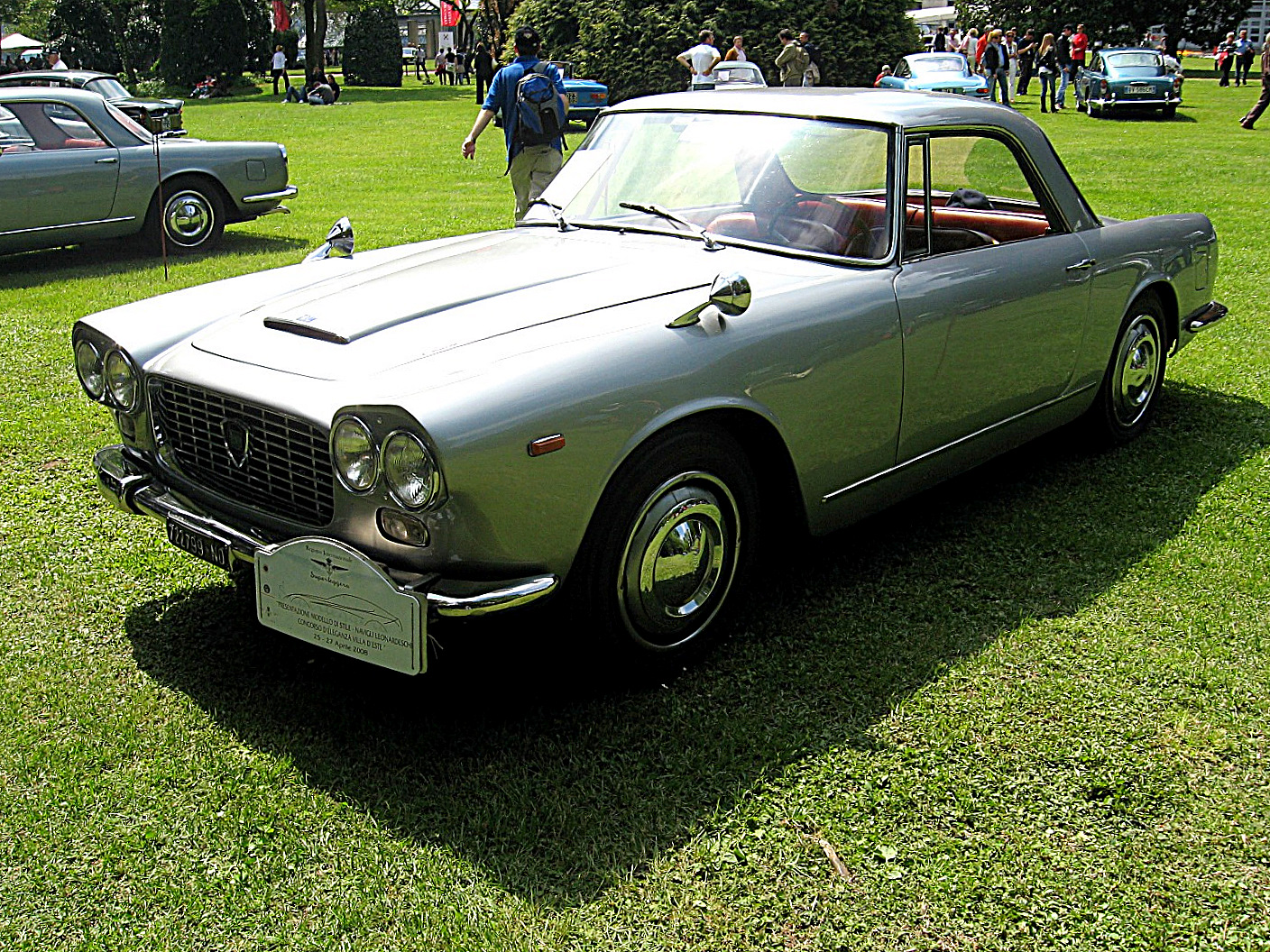
ランチア・フラミニア GT（1959年）
マセラティ・5000GT（1959年）
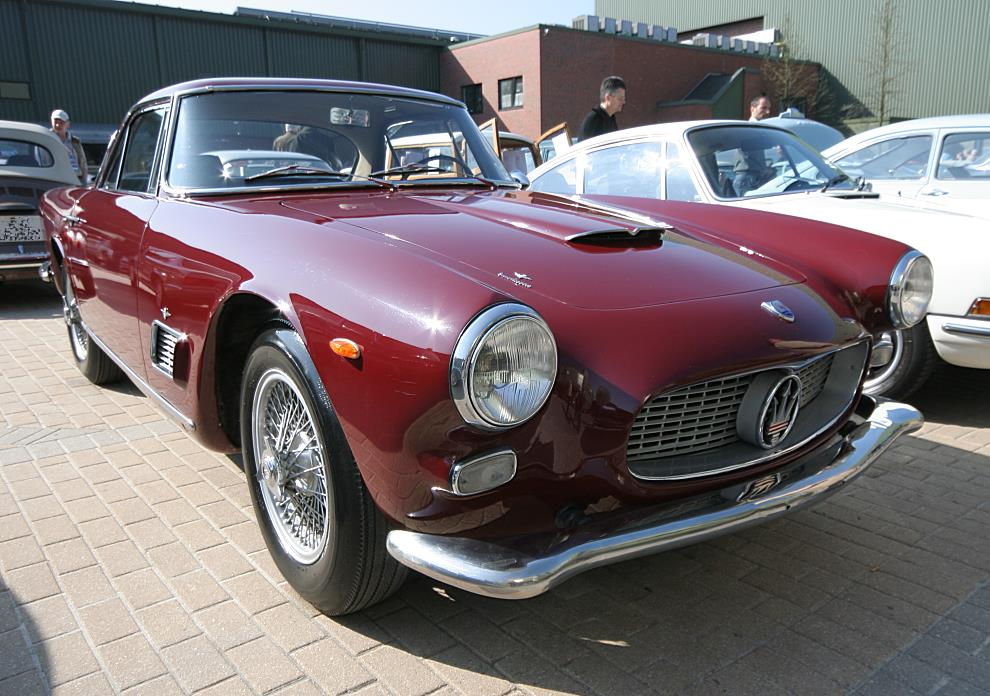
マセラティ・3500GT（1963年）
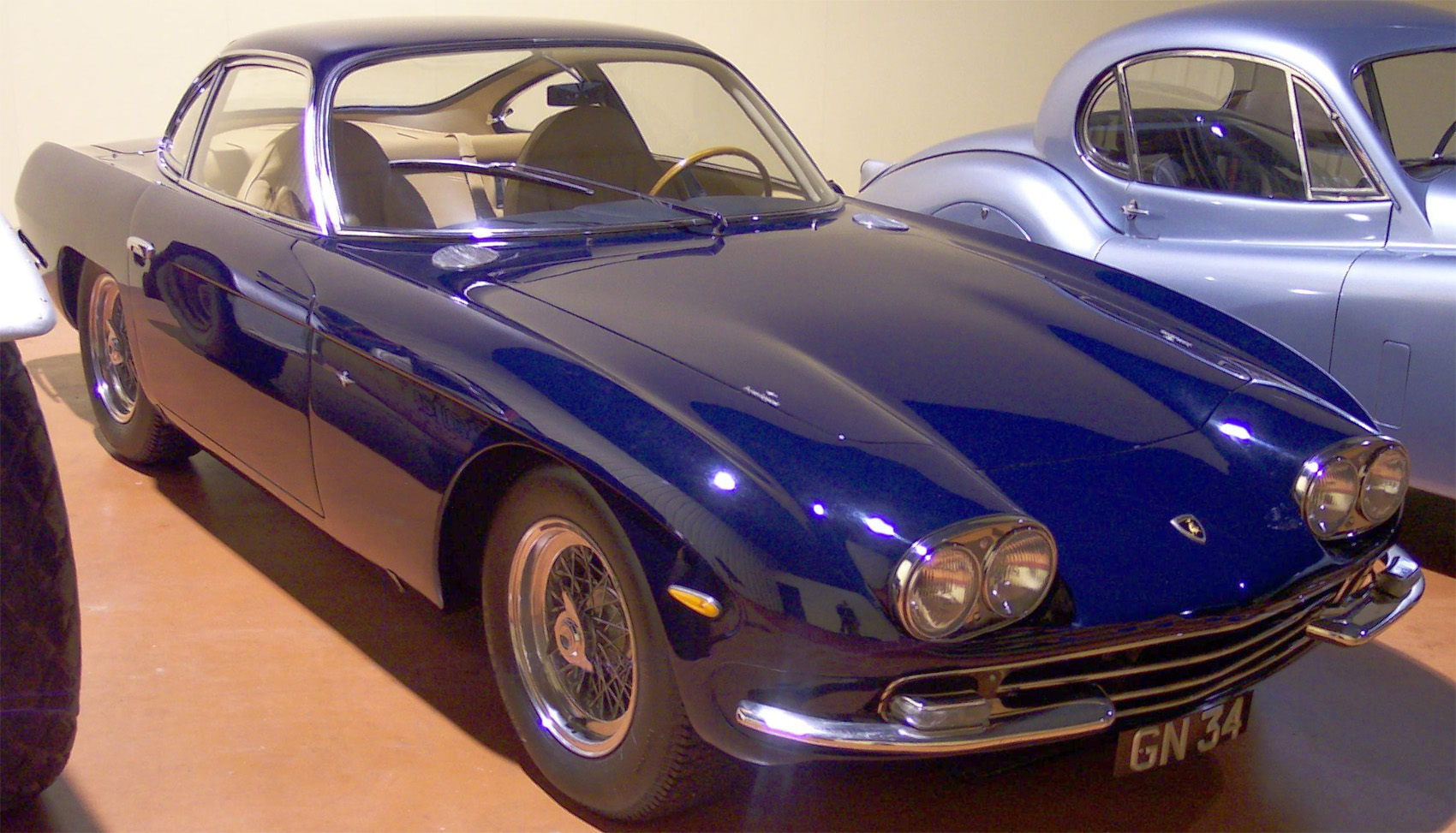
ランボルギーニ・350GT（1963年）
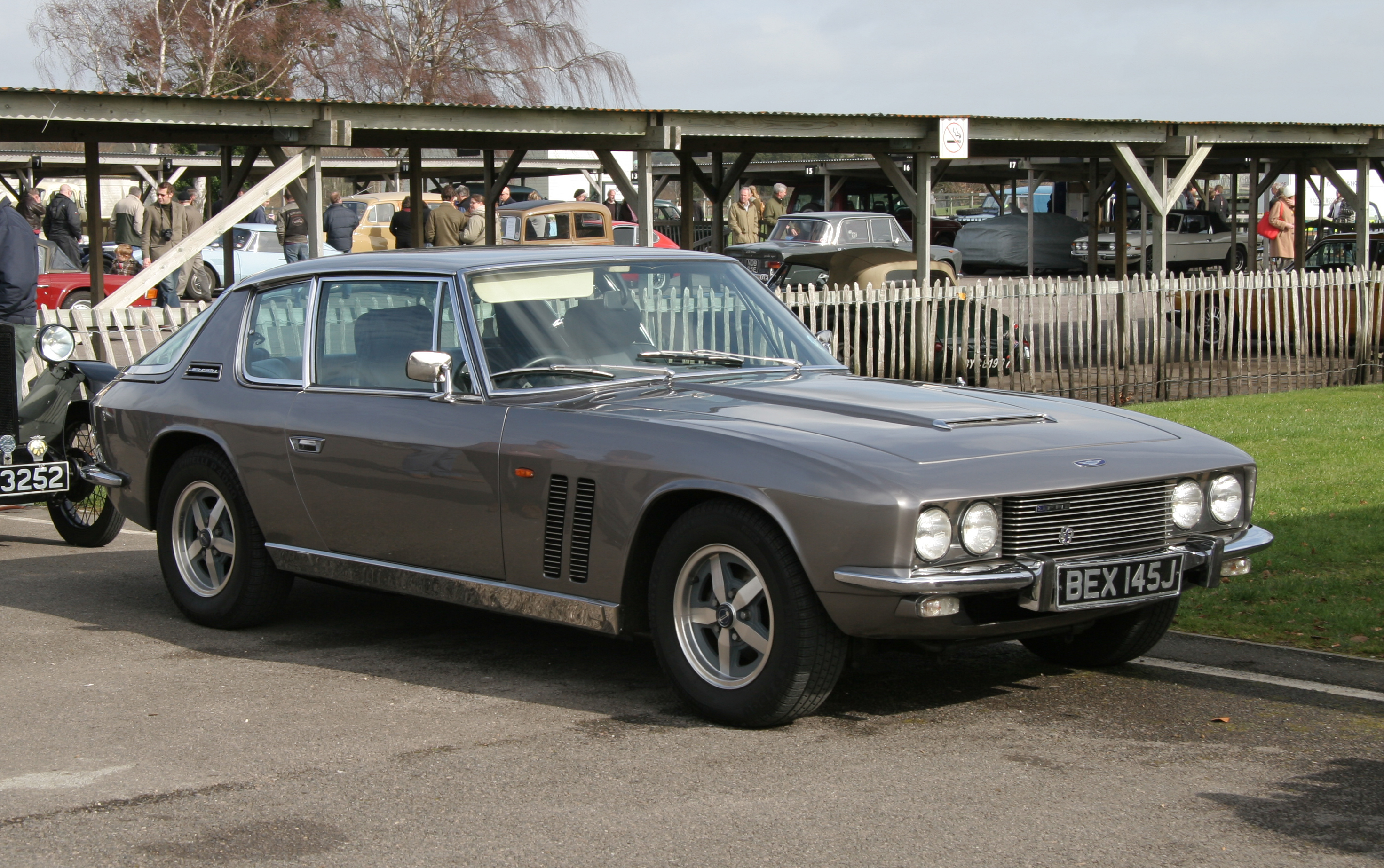
ジェンセン・インターセプター（1966年）